# サービスカット
サービスカットは、映画やテレビドラマ・テレビアニメなどの映像作品や、ゲーム、漫画などにおいて、その作品の本筋とはあまり関係なく、もっぱらファンを喜ばせるために挿入されるカットの呼称。サービスシーンやサービスショットともいう。

## 概要（演劇・実写）
起源は不明である。しかしながら、比較的一般的な手法として映画・テレビなどでは常用されている。しばしば見かけるものにお色気シーンがあるが、それ以外にも主演女性アイドルのクローズアップやプロモーション・フィルム的なシーンなども「サービスカット」と呼ばれる。事例として有名なものに以下のようなものがある。
『七年目の浮気』（映画）
マリリン・モンローのスカートが地下鉄の通風口の上でめくれるというシーンがある。このケースでは、撮影現場でも多くの野次馬を集めたと伝えられており、単に映画中のサービスカットなだけではなく話題作りにも使われた。
『エイリアン』（映画シリーズ）
たとえば1作目で、主演のシガニー・ウィーバーが宇宙服に着替えるために下着姿になるシーン。
『水戸黄門』（テレビドラマ）
由美かおるの入浴シーンが、あまり脈絡無く挿入されることで有名。この入浴シーンはすでにルーティンのカットとなっている。
『時をかける少女』（1983年の映画）
エンディングに、主演の原田知世が主題歌を歌う映像（シークエンス）が付けられている。
そのほか、『オン・ザ・ロード』で脈絡なく秋川リサの売春シーンが挿入された部分、『ラ・マンチャの男』（映画）でアルドンサ/ドルシネア姫を演じたソフィア・ローレンの服が剥ぎ取られそうになるシーンなど、事例は多い。
これらは、本編の魅力以外にもそのようなサービスカットによる魅力を付け加えることで、より興行性を高めようという目的のために行われるものである。ただし、あまりにサービスカットを濫用すると、低俗な印象を与えて作品そのものの評価を引き下げることもある。
ここから派生し、例えば『アイドル水泳大会』などで水着や着衣がズレてハプニング的に乳房や局部が露わになる事態（ポロリ）についても、「サービスカット」と呼ぶことがある。この事態の発生を演出として意図している場合には、専用のモデルが呼ばれているとも言われた。

## 漫画・アニメ

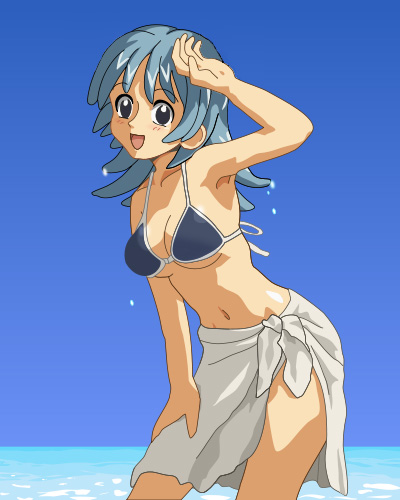
ウィキペたんのビキニ（水着）姿のイラスト

漫画においては、登場人物の入浴シーンなどで裸体を露わにしたり、下着（セミヌード）・水着姿などが挿入された場合に指すことがある。
『ドラえもん』の源静香の入浴シーン（特に『大長編ドラえもん』では1990年代までほとんどの作品に挿入）も知られる。
作者が自らそう言う場合もままある。
また、ハプニング的に生じるもの（例えば、男性キャラクターの入浴中の浴室に女性キャラクターが偶然踏み込み、全裸を見て赤面するなど）についても、サービスカットとして捉えられることがある。
アニメにおいても、ラブコメディ系統を中心に同種の場面が盛り込まれることがままにある。